# Erythrina pallida
Erythrina pallida är en ärtväxtart som beskrevs av Nathaniel Lord Britton. Erythrina pallida ingår i släktet Erythrina och familjen ärtväxter. Inga underarter finns listade i Catalogue of Life.